# Kabinetsformatie Nederland 1972-'73

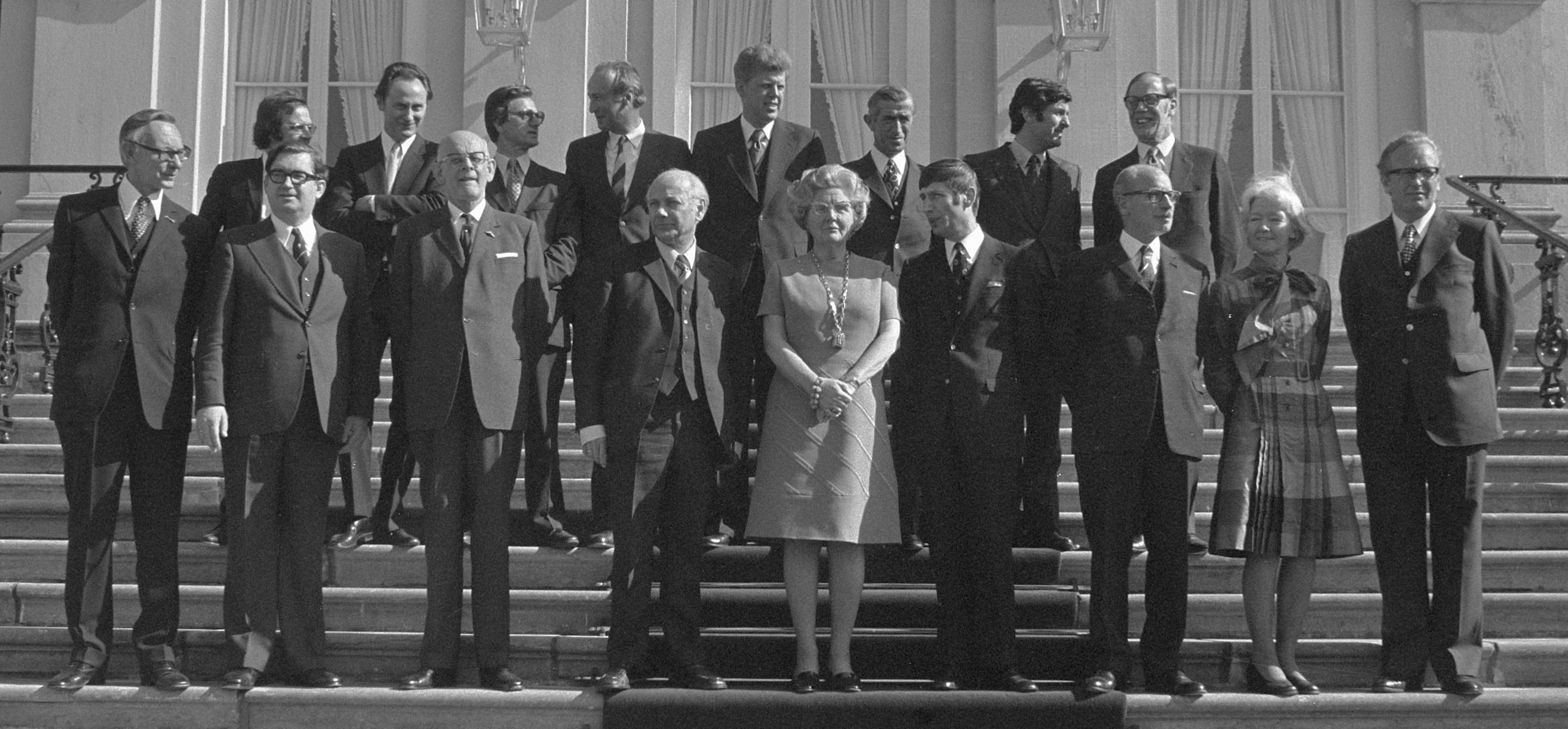
De ministers van het kabinet-Den Uyl, even na de beëdiging, met in het midden vooraan koningin Juliana.

De Nederlandse kabinetsformatie van 1972-'73 volgde op de Tweede Kamerverkiezingen van 29 november 1972 en leidde na 151 dagen tot de vorming van het kabinet-Den Uyl, een nieuw duurrecord. Het nieuwe kabinet steunde op de Tweede Kamerfracties van PvdA en D'66, welke partijen ook bewindslieden leverden, aangevuld met enkele ministers uit de partijen KVP, ARP en PPR. Het kabinet neemt in de naoorlogse geschiedenis van het Nederlands parlementaire stelsel een bijzondere plaats in omdat het geen meerderheids- maar een minderheidskabinet was en er posten werden bezet door partijen die zich vooraf niet hadden gecommiteerd aan afspraken over het te voeren beleid in de vorm van een regeerakkoord of programakkoord.

## Achtergrond
De verkiezingen volgden op de val van het kabinet-Biesheuvel I, een kabinet dat steunde op de ARP, KVP, CHU, VVD en DS'70. Het daarop volgende rompkabinet Biesheuvel II had na het ontslag van de DS'70-ministers de verkiezingen voorbereid. DS'70 – een afsplitsing van de PvdA, tot stand gekomen als reactie op de onder invloed van Nieuw Links steeds linkser wordende koers van de PvdA – kon zich niet langer vinden in het door de regering gevoerde financieel beleid.

### Samenwerking aan progressieve en confessionele zijde
De verkiezingen van 1972 vonden plaats in een tijd van polarisering, tegenstellingen tussen rechts en links werden van beide zijden aangescherpt en vergroot. Drie progressieve partijen hadden voorafgaand aan de verkiezingen besloten tot linkse samenwerking, hetgeen resulteerde in een gezamenlijk verkiezingsprogramma van PvdA, D'66 en PPR: Keerpunt '72. In 1971 hadden deze partijen, naar Brits model, een schaduwkabinet gevormd. Dit schaduwkabinet-Den Uyl bestond uit zestien 'ministers' uit de drie samenwerkende partijen. Inzet van de drie progressieve partijen bij de verkiezingen van 1972 was de vorming van een "progressief kabinet" waarvan de samenwerkende progressieve partijen de kern zouden uitmaken. De drie grote confessionele partijen (KVP, ARP en CHU) waren inmiddels begonnen aan verkenningen die een mogelijke fusie van die drie partijen in beeld moesten brengen. Ook deze partijen kwamen al voor de verkiezingen met een gezamenlijk programma.
De belangrijkste lijsttrekkers bij de verkiezingen waren: Joop den Uyl (PvdA), Frans Andriessen (KVP), Hans Wiegel (VVD), Barend Biesheuvel (ARP), Arnold Tilanus (CHU), Hans van Mierlo (D'66) en Bas de Gaay Fortman (PPR).

### Verkiezingen
Bij deze verkiezingen hadden voor het eerst ook 18- tot 21-jarigen actief stemrecht. Mede daardoor veranderde het politieke beeld op 29 november 1972 drastisch. De KVP en CHU verloren flink, met respectievelijk acht en vier zetels, Dankzij lijsttrekker Biesheuvel won de ARP, als enige confessionele regeringspartij, een zetel. De PvdA werd met 43 zetels verreweg de grootste partij. De VVD won zes zetels, terwijl ook de winst van de PPR van twee naar zeven zetels fors was. Winst was er verder voor de Boerenpartij (twee zetels), de CPN (winst één zetel) en voor nieuwkomer RKPN. DS'70 (-2) en D'66 (-5) verloren.
De vorige coalitie (KVP, VVD, ARP, CHU en DS'70) hield slechts een minimale meerderheid van 76 zetels in de Tweede Kamer, de linkse partijen (PvdA, PPR en D'66) beschikten samen niet over een meerderheid. Moeilijkheid bij de vorming van een nieuw kabinet was, dat KVP en ARP er feitelijk niet voor voelden om de samenwerking met DS'70 voort te zetten nu deze jonge partij in het kabinet-Biesheuvel een onzekere en wispelturige factor was gebleken. De confessionele partijen zette koers op samenwerking met een linkse partij om zo een centrumlinks kabinet te vormen. Een dergelijk kabinet werd door de progressieve drie verworpen, zij streefden de vorming van een progressief kabinet na, desnoods een minderheidskabinet.

## Informateur Ruppert

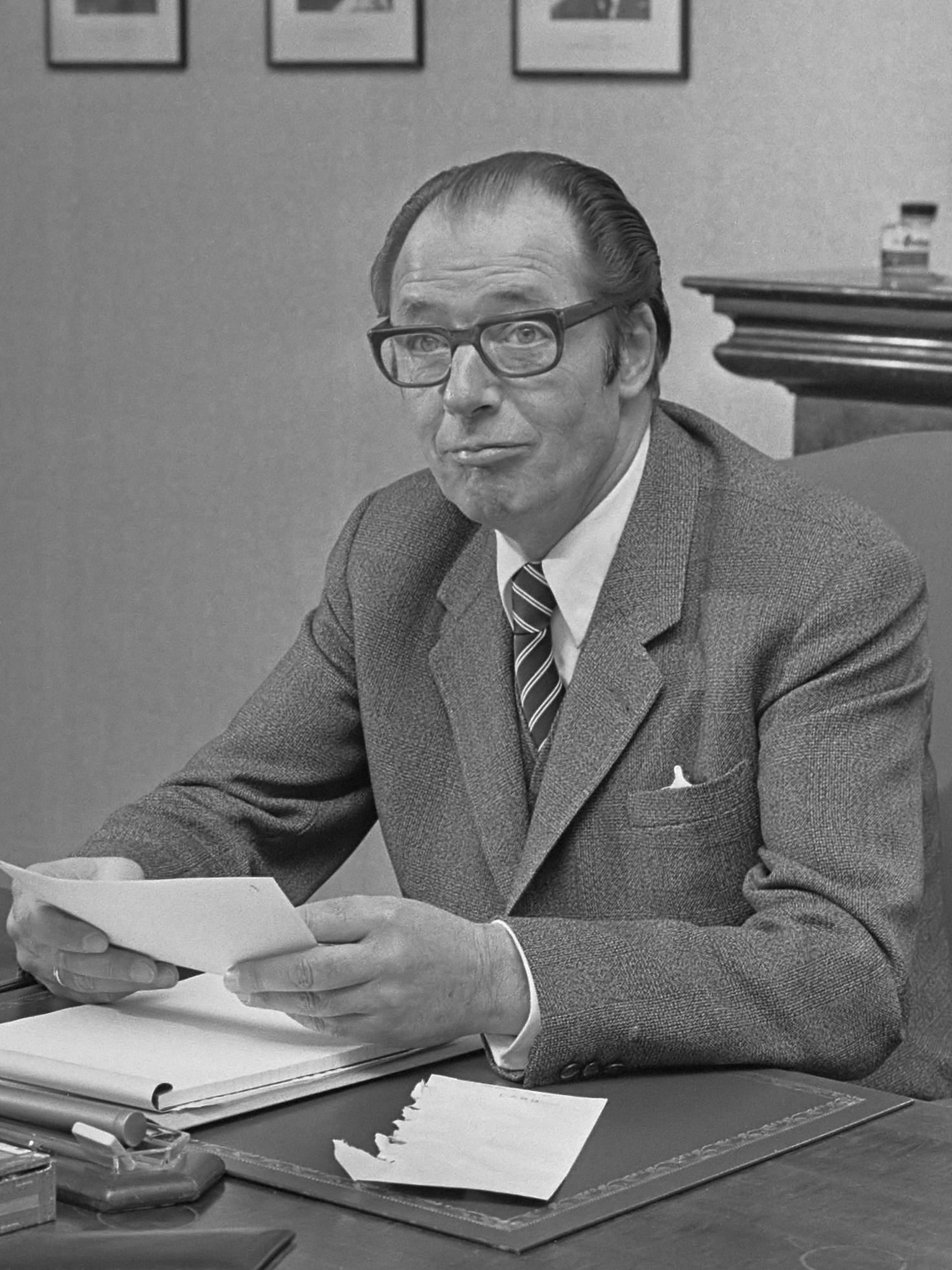
Marinus Ruppert

Koningin Juliana benoemde op 4 december 1972 de vicepresident van de Raad van State, ARP'er en oud vakbond-voorzitter Marinus Ruppert tot eerste informateur en droeg hem op een onderzoek in te stellen naar mogelijkheden tot het vormen van een kabinet, dat zich verzekerd weet van een vruchtbare samenwerking met de volksvertegenwoordiging, dan wel mag vertrouwen in voldoende mate steun in de volksvertegenwoordiging te zullen ondervinden. Een te doen gebruikelijke manier van formuleren. Ruppert voerde zeer regelmatig telefonisch en persoonlijk overleg met de koningin.

### Meerderheidskabinet
Volgens de zienswijze van Ruppert hadden de verkiezingen geen meerderheid opgeleverd van fracties die met elkaar willen samenwerken en was er geen combinatie mogelijk waar onderling niet op een belangrijk punt verdeeldheid was. Reeds in het begin van zijn onderzoek bleek, dat de vorming van een parlementair meerderheidskabinet, steunende op de fracties van de PvdA, KVP, ARP, PPR, CHU en D'66 op ernstige moeilijkheden stuitte. Bij KVP, ARP en CHU bestond bereidheid de mogelijkheden van de vorming van een meerderheidskabinet te bespreken, maar PvdA en D'66 sloten uit dat deze besperkingen op iets nuttigs zouden uitlopen als gevolg van het niet tot stand komen van enige bindende afspraak daarover voor de verkiezingen. PPR concludeerde uit de manier waarop partijen zich de afgelopen jaren over en weer in het parlement hadden gedragen, dat een coalitie bestaand uit deze partijen niet stabiel zou kunnen zijn.

### Minderheidskabinet
De vraag was welke weg uit deze impasse zou kunnen leiden. De oude coalitie werd geblokkeerd door KVP en ARP. Als mogelijkheden bleven over over de vorming van een centrumrechts minderheidskabinet van KVP, VVD, ARP en CHU dat eventueel werd gedoogd door DS'70, of van een centrumlinks kabinet bestaande uit ten minste PvdA, KVP en ARP, aangevuld met steun van links (D'66 en/of PPR) of rechts (CHU). In de woorden van Ruppert hadden in het verleden minderheidskabinetten bij een impasse als brug kunnen functioneren, maar de politieke situatie was toen minder gepolariseerd. De mogelijkheid van de vorming van een parlementair minderheidskabinet, steunende op de fracties van KVP, VVD, ARP en CHU werd door Ruppert onderzocht omdat, indien zulk een kabinet een vaste steun van zeventig leden der Tweede Kamer zou ondervinden en voorts aangenomen zou mogen worden, dat een redelijke kans op steun van andere, kleinere fracties bestaat, dit kabinet kon vertrouwen in voldoende mate steun in de volksvertegenwoordiging te zullen ondervinden.

### Extraparlementair-, programkabinet
Ruppert pleitte op 16 januari 1973 in een opiniestuk in dagblad De Tijd, ook het vormen van een extraparlementair kabinet te overwegen, waartoe ook een zogenaamd programkabinet zou kunnen horen. Daartoe nodigde hij van acht fracties de voorzitters uit, Den Uyl, Andriessen, Wiegel, Biesheuvel, De Gaay Fortman, Tilanus, Berger en Van Mierlo. Ruppert adviseerde in zijn eindverslag een vooraanstaand PvdA'er te benoemen tot formateur.

## Formateur Burger

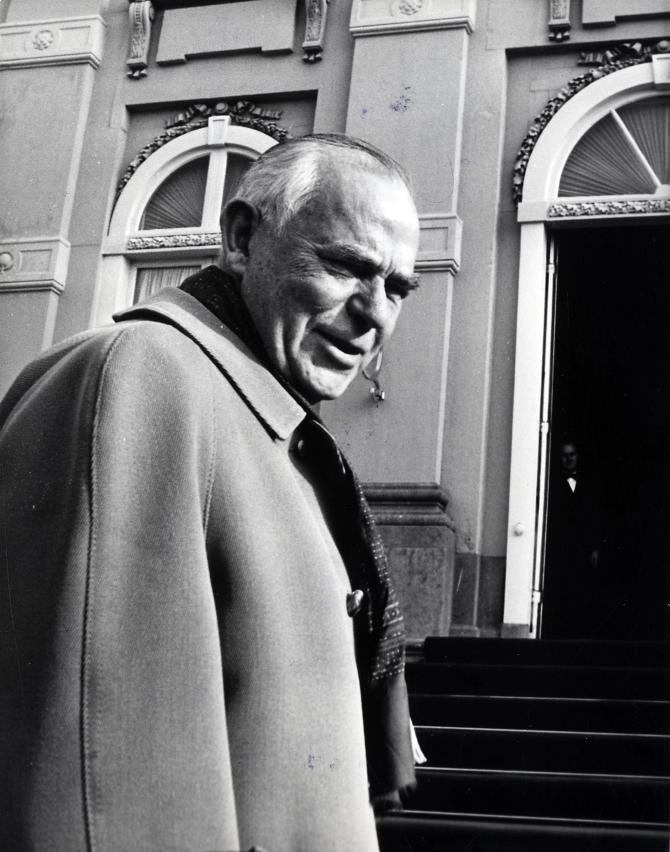
Jaap Burger op de trappen van Paleis Huis ten Bosch, tijdens de formatie

De koningin benoemde hierop staatsraad Jaap Burger tot formateur van een kabinet "dat geacht kon worden in voldoende mate steun in de volksvertegenwoordiging te vinden." Burger was inderdaad een vooraanstaand PvdA'er, iemand die bovendien als Engelandvaarder en verzetsvoorman een breed gezag genoot in de samenleving. Hij zag het als zijn taak om een kabinet te formeren onder leiding van Joop den Uyl. Daartoe presenteerde hij voorstellen voor een zogenaamd regeerprogram dat elementen uit de verkiezingsprogramma's van progressieven en confessionelen verenigde.

### Nationaal program-kabinet
Burger meende dat zijn opdracht hem ook ruimte gaf voor de formatie van een extraparlementair kabinet in de variant van een program-kabinet. Van de zijlijn kwam van oud-informateur professor Piet Steenkamp (KVP) ondersteuning. Hij kwam met het voorstel bij wijze van adempauze gedurende een beperkte tijd een nationaal program-kabinet te laten regeren om de hete hangijzers op te pakken als de Grondwetsherziening en de loonnivellering. Als de gemoederen bedaard waren, zouden verkiezingen weer een werkbare meerderheid kunnen opleveren, zo was de gedachte.
Dat bracht hem er toe om individuele leden van de confessionele partijen te verzoeken toe te treden tot een te formeren kabinet-Den Uyl. Hij boekte na enige tijd succes met de ARP'ers Jaap Boersma en Wilhelm Friedrich de Gaay Fortman. Hierop onderzocht Burger of de confessionele fracties nu bereid waren om een progressief kabinet te steunen. KVP en ARP leken hiertoe geneigd. Deze partijen wilden evenwel geen directe steun aan een dergelijk kabinet uitspreken, te minder daar de CHU geweigerd had überhaupt mee te praten over de totstandkoming ervan. Hierop gaf Burger de koningin te kennen "zijn opdracht in beraad te willen houden", een formulering die de facto de teruggave van zijn opdracht betekende.

## Informateur Van Agt en Albeda
Demissionair minister van Justitie Dries van Agt (KVP) kreeg hierop samen met ARP'er Wil Albeda opdracht van de koningin om te onderzoeken op welke voorwaarde de confessionele partijen bereid zouden zijn om het te vormen kabinet te steunen. Zij zagen de CHU definitief afhaken, maar slaagden er in om KVP en ARP zich uiteindelijk bereid te laten verklaren een kabinet-Den Uyl te zullen steunen. Daartoe werd een regeringsprogram vastgesteld waarbij ook afspraken werden gemaakt over controversiële zaken als abortus.

## Formateurs Burger en Ruppert

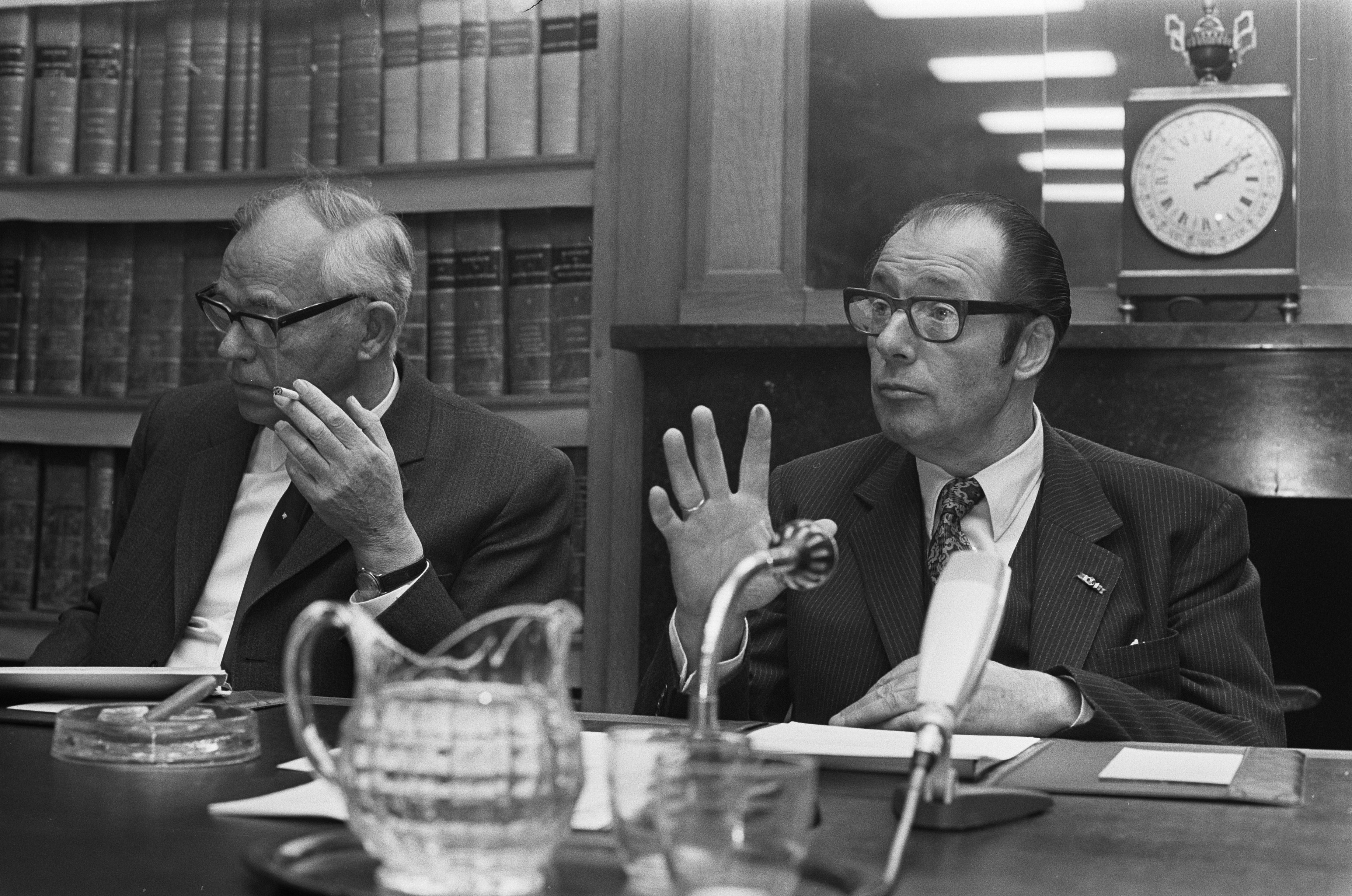
Persconferentie door (in)formateur Ruppert en formateur Burger (l), 1 februari 1973. Foto: Bert Verhoeff

Na de verkenningsfase Van Agt/Albeda werd de formatie voortgezet door Ruppert en Burger. Zij zochten vooral de overige vier confessionele ministers aan. Van Agt zelf was er een van. Hij zou vicepremier worden in het kabinet-Den Uyl. De PPR leverde bewindslieden voor het kabinet, zonder zich aan de afspraken te willen binden.